# 刺背瘿螨属
刺背瘿螨属（学名：Spinaetergum）为瘿螨科的一个属。

## 下级分类
本属包括以下物种：
- 水冬瓜刺背瘿螨 Spinaetergum adinae Hong et Kuang